# Al-Ittihad (Tripolis)
al-Ittihad (arabisch الاتحاد الليبي, DMG al-Ittiḥād al-Lībī ‚die libysche Union‘) ist der größte libysche Sportverein. Die Vereinsfarben sind rot und weiß.

## Abteilungen
Der Verein verfügt über eine Volleyball-, Handball- und Basketballabteilung, deren Mannschaften allesamt in der jeweiligen höchsten Spielklasse angesiedelt sind. Außerdem werden noch kleinere Sportarten in dem Verein ausgeübt. Doch da in Libyen Fußball den höchsten Stellenwert genießt, ist in diesem Verein auch die Fußballmannschaft am stärksten vertreten. Ittihad verfügt ebenfalls über eine der größten Fußballfangemeinden in Libyen.

## Geschichte
Offiziell ist die Gründung des Vereins aus der libyschen Hauptstadt auf das Jahr 1944 datiert, damit ist er einer der ältesten Vereine in dem nordafrikanischen Mittelmeerstaat.
Die Fußballmannschaft konnte in der seit 1963 existierenden Ersten Libyschen Fußballliga 16 Meisterschaften und fünf nationale Pokalsiege feiern. Auch international konnte der Verein in den 1980ern in der afrikanischen und arabischen Champions League durch ein gutes Abschneiden auf sich aufmerksam machen und ist international so der erfolgreichste libysche Fußballverein. So genießt der Verein auch einen hohen Bekanntheitsgrad in der arabischen Sportwelt und in Italien. al-Ittihad Tripolis unterhält zum Beispiel enge Kontakte zu den italienischen Vereinen Lazio Rom, AC Mailand und Juventus Turin. Ende der 1980er und Anfang der 1990er Jahre gab es allerdings Probleme international vertreten zu sein (Politische Isolation Libyens). Durch die Wiedereingliederung Libyens in die Weltgemeinschaft Ende der 1990er Jahre konnte der Verein im neuen Jahrtausend auch international wieder angreifen.
In der Saison 2006/07 erreichte der Verein in der arabischen Champions League immerhin das Achtelfinale und scheiterte dort im Elfmeterschießen (Hin- und Rückspiel 0:1, 1:0) am starken ägyptischen Vertreter Zamalek Kairo. In der Saison 2007 stand al-Ittihad im Halbfinale afrikanischen Champions League.

Altes Logo

## Stellenwert
Der Verein ist in Libyen sehr polarisierend und umstritten. Der eine Teil der libyschen Fußballfans verachtet Ittihad und der andere Teil verehrt den Verein. Der Verein stand unter starkem Einfluss des ehemaligen (De-facto)-Präsidenten Libyens Muammar al-Gaddafi. Dessen Sohn Saadi, der selbst bei Perugia Calcio in Italien spielte und gute Kontakte zu Silvio Berlusconi (Besitzer des AC Mailand und Ministerpräsident Italiens) pflegt, saß im Vorstand von al-Ittihad Tripolis, was auch zur Folge hatte, dass Ittihad eine Zeit lang von den Schiedsrichtern in der Liga bevorteilt wurde. Es herrscht eine große Rivalität des Vereins zu dem kleineren Stadtverein Al-Ahly Tripolis.
Traditionell stellt al-Ittihad das Gerüst an Spielern für die libysche Nationalmannschaft. Es stehen allerdings auch Spieler aus Brasilien und dem afrikanischen Ausland bei Ittihad unter Vertrag.

## Stadion
Die Fußballmannschaft trägt ihre Heimspiele im ca. 67.000 Zuschauer fassenden Stadion „Stadion des 11. Juni“ aus. Es ist aber ein neues Stadion nach dem Vorbild moderner europäischer, multifunktionaler Arenen im Bau.

## Erfolge
Nationale Erfolge
- Libyscher Meister (18): 1965, 1966, 1969, 1986, 1988, 1989, 1990, 1991, 2002, 2003, 2005, 2006, 2007, 2008, 2009, 2010, 2021, 2022
- Libyscher Pokal:
  - Sieger (7): 1992, 1999, 2004, 2005, 2007, 2009, 2018
  - Finalist (4): 1988, 1994, 2002, 2003
- Libyscher Supercup-Sieger (10): 1999, 2002, 2003, 2004, 2005, 2006, 2007, 2008, 2009, 2010

Internationale Erfolge
- Afrikanischer Pokalsiegerwettbewerb: Erreichen des Halbfinals 2000
- CAF Champions League: Erreichen des Halbfinals  2007

## Spieler
- Laryea Kingston (2000)
- as-Saadi al-Qaddhafi (2001–2003)
- Patrick M’Boma (2002–2003)
- Victor Ikpeba (2002–2003)
- Alain Masudi (2004)
- Saibou Safiou (2007–2009)
- Paul Koulibaly (2008–2009)
- Ghazi Ayadi (2021–2023)

## Trainer
- Ion Moldovan (1995–1996)

## Stadtderby
Das traditionsreiche Stadtderby gegen Al-Ahly Tripolis zählt zu den bedeutendsten Fußballbegegnungen Libyens. Die Partien finden im Tripoli International Stadium statt.